# プロバカートル
プロバカートル（プロヴァカートル、プロヴォカートル、プロボカートル、プロヴォカトゥール、ロシア語:провокатор、フランス語: Agent provocateur）は、当人をそそのかして不法な行為を犯させる秘密の協力者（エージェント）、あるいは、取り締まり対象を挑発するための警察側から回し者を意味することばである。
戦前の日本の革命運動においては、運動を破壊する挑発者、扇動者の意味でしばしば使われた。宮本百合子は「逆宣伝的な意味にでも通俗化され、新語辞典に出て来る文字となった」「計画的に支配階級がプロレタリアートの組織へその破壊を目的として送り込むもの、即ち敵の組織の積極的一部」であると述べている。細田民樹「裏切者 プロヴォカートル」（『中央公論』1933年4月号）、宮本顕治「プロバカートルにたいするボルシェヴィキ的処置についての二、三の注意」（「赤旗」1933年6月1日）、太宰治「虚構の春」（『文學界』1936年7月）などでも用いられた。